# Alfonsina Storni
Alfonsina Storni, född 29 maj 1892 i Capriasca i Schweiz, död 25 oktober 1938 i Mar del Plata i Argentina, var en schweiziskfödd argentinsk poet. 
Storni brukar som poet och författare anses tillhöra modernismen. Litteraturhistoriskt förs hon vanligen till en grupp omfattande fyra kvinnliga sydamerikanska lyriker. Liksom de tre övriga – chilenska nobelpristagaren Gabriela Mistral, samt uruguayiskorna Juana de Ibarbourou och Delmira Agustini – åtnjuter hon traditionellt en ”kultstatus” som lika mycket gäller hennes person som de skrivna verken. Hennes livsöde brukar i framställningar om henne ta minst lika stor plats som utläggning rörande själva lyriken. Stornis liv var egentligen ganska alldagligt, men har kanske just därför alltid haft en förmåga att fascinera: genom det aktningsvärda i att en obemärkt och rudimentärt utbildad lärarinna från landet kunde, under en kort levnad, erövra en plats på den argentinska litterära parnassen (annars en värld befolkad av manliga skribenter tillhörande överklass eller högborgerlighet). Jämte romanförfattaren Roberto Arlt är Stornis verk enda exemplet på någon mera betydande arbetarlitteratur inom hemlandets äldre diktning. Dock har hon mindre blivit känd som ”proletär” än som feministisk skildrare av den samtida sydamerikanska kvinnans ställning.

## Levnad

### Barndom och ungdom

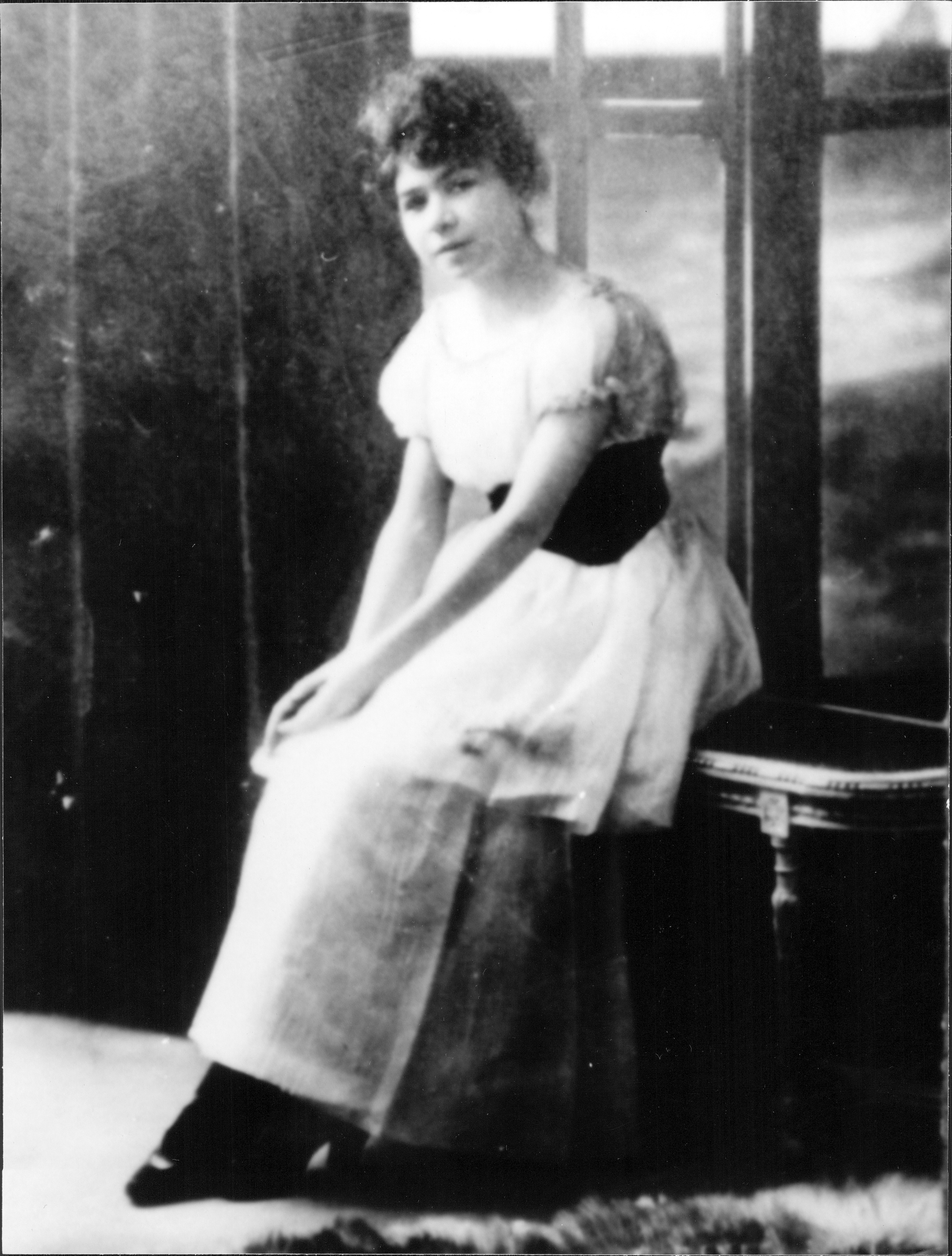
Alfonsina Storni vid 24 års ålder, då hon utgav La inquietud del rosal.

Alfonsina Stornis föräldrar var Alfonso Storni Martignoni och hustrun Paulina, som tillsammans med hennes äldre syskon María och Romero kom 1880 till argentinska provinsen San Juan från Lugano, ett italiensktalande schweiziskt område. De grundade ett litet familjeföretag, och flera år senare började ölflaskor märkta ”Cerveza Los Alpes, de Storni y Cía” cirkulera i hela regionen.
År 1891 reste familjen till Schweiz, men i San Juan kvarblev de äldre syskonen. Den 22 maj 1892 föddes Alfonsina Storni i byn Sala Capriasca, 8 kilometer norr om staden Lugano, som makarna Storni-Martignonis tredje dotter. Hennes far, en ”melankolisk och ovanlig” man, var den som valde hennes namn. Alfonsina Storni lärde sig ursprungligen tala på italienska,och 1896 återvände familjen till San Juan, varifrån hennes tidigaste minnen kom:
"Jag är i San Juan, fyraårig; jag ser mig själv som rödlätt, rund, litet plattnäst och ful. Sittande på tröskeln till mitt hem, jag rör läpparna och liksom läser en bok som jag har i handen och jag betraktar förstulet med ögonvrån effekten som jag orsakar på förbigående. Några kusiner skriker och får mig att skämmas över att jag håller boken upp och ner och jag flyr iväg för att gråta bakom dörren."
Hennes mor mindes henne på kindergarten, där hon framstod som en märklig flicka som ställde många frågor, fantiserade mycket och ljög. Hennes mor hade svårt att lära henne tala sanning. Hon hittade på bränder, stölder, brott som aldrig nämndes i tidningen. Hennes familj fick problem; särskilt då hon vid ett tillfälle inbjudit sina lärare att tillbringa semestern på en imaginär lantgård i stadens utkanter.
Minnet av hennes far återspeglas i dikten A mi padre, grundad på mannens melankoliska läggning då denne nått mitten av trettioåren, och i en annan dikt skriver hon:
"I hela dagar, vilsen och skygg,
höll han sig borta hemifrån, och liksom en eremit
 livnärde han sig på fåglar, sov på marken…"
Medan fadersbilden har melankoliska nyanser, återspeglar moderns dolda sorg kvinnors resignation. Om henne skrev dottern:
"Man säger att allt som mitt folk bedrivit
har gjorts efter gamla och fastställda mått…
Man säger att därför dess kvinnor har blivit
så tysta… Jag tror det… Det var deras lott…
Jag minnes min mor – hon ville revoltera
ibland och tala ut, men det blev ej till mera
än bitterhet i blicken och ensam gråt."
Denna beskrivning av modern antas tillhöra den tid som föregick flyttningen till Rosario samt senare år, vilka blev svåra. Hildo Alberto föddes 1900, den siste brodern, som Alfonsina fick beskydda. Kort sagt var Alfonsina Storni ett mycket typiskt exempel på de mycket talrika italiensktalande immigranter som kom till Argentina under 1900-talets första decennier.
År 1901 flyttade familjen igen, denna gång av obekanta skäl till staden Rosario i provinsen Santa Fe. De hade några besparingar varmed modern Paulina öppnade en liten hushållsskola samt blev överhuvud för en stor, fattig familj som ingen hade ordning över. Eleverna betalade femtio pesos vardera och blev femtio stycken; dock medgav förtjänsten ingalunda något behagligt liv.
Familjen drev även ett schweizerkafé intill Rosarios järnvägsstation, men projektet misslyckades. Alfonsina slutade gå i skolan och började tio år gammal arbeta med disk och servering. Misslyckandet kan ha orsakats av oförmåga att hantera verksamheten, samt av faderns alkoholism; denne satt vanligen drickande vid ett bord ända tills hans hustru, tillsammans med en av sönerna, släpade honom till hans säng. När inrättningen stängt flyttade barnen hemifrån. Detta sammanfaller med den ålder då Alfonsina började skriva poesi. Hon hade ett obehagligt minne av den perioden och skildrade den på följande vis:
"Jag är tolv år och skriver min första vers. Det är natt; min familj är frånvarande. I versen talar jag om kyrkogårdar, om min död. Jag vek den försiktigt och lämnade den under lampan, så att min mor kunde läsa den som godnatt. Resultatet blir mest smärtsamt; nästa morgon, efter mitt upproriska svar, försöker de frenetiskt banka i mig att livet är ljuvt. Sedan dess är fickorna på mina förkläden och mina underkjolars snörliv fulla av fullklottrade pappersbitar som dör bort ifrån mig som ströbröd."

### Vuxenlivet
Hushållsarbete passade henne inte, eftersom det knappast lönade sig ekonomiskt och dessutom medförde långa timmar av instängdhet. Angelägen att ändra sin situation ville hon arbeta självständigt. Hon fann en mössfabrik. Senare såg man henne dela ut flygblad inför någon fest på första maj.
År 1907 kom en turnerande teaterdirektör till Rosario med sin trupp, som anlände vid påsk i syfte att spela scener ur passionsberättelsen. Modern kontaktade teatern och tilldelades då rollen som Maria från Magdala i pjäsen. Alfonsina Storni deltog för sin del i repetitionerna. Två dagar före premiären insjuknade skådespelaren som skulle vara Johannes evangelisten; eftersom Alfonsina kunde alla roller utantill, och inte hade något emot att spela man, fick hon hoppa in. Nästa dag lovprisade pressen hennes skådespelarprestation.
Strax därefter kom ännu ett teatersällskap för att träffa Alfonsina Storni, som visade dem hur bra hon kunde recitera och memorera långa verser, samt då erbjöds arbete. Sålunda lämnade Alfonsina Storni huset i Rosario med sin övriga familj. På ett år genomkorsade hon Santa Fe, Córdoba, Mendoza, Santiago del Estero och Tucumán med uppsättningar av Gengångare (av Henrik Ibsen), La loca de la casa (av Benito Pérez Galdós) och Los muertos (av Florencio Sánchez) på repertoaren.
Enligt vad Storni själv berättat skrevs hennes första pjäs, Un corazón valiente, vid återkomsten därifrån; emellertid återstår idag inga belägg för detta faktum. Hon fick veta att hennes mor hade gift om sig och flyttat till staden Bustinza – där hon öppnat sin hushållsskola igen. Alfonsina Storni bodde i huset invid torget som hennes mor hyrt. Hon lärde ut recitation och gott uppförande i sin mors skola.

### Lärartiden
År 1909 lämnade hon moderns hem och for till Coronda för att avsluta sina studier. Där grundlades hennes bana som landsortslärare. Hon antogs endast på grund av sin entusiasm, hon saknade grundskolebetyg och blev dessutom underkänd vid inträdesprovet. Hennes modersmålslärare uppmuntrade hennes arbete, sedan hon hade upptäckt författarbegåvning.
Omsider blev hon lärare vid en skola för ”svaga” barn, en institution skapad av Hipólito Yrigoyen för att motverka fattigdomens effekter, där undernärda eller rakitiska elever inskrevs. De behandlades med solsken och fysisk träning. Alfonsina Storni kände sig inte tillfreds med detta arbete; hon ansåg myndigheterna vara oförstående gentemot henne.

### Poet i Buenos Aires
År 1911 flyttade hon till Buenos Aires, medförande sina få tillhörigheter. Hon bodde på pensionat fram till följande år. Den 21 april 1912 föddes hennes son Alejandro, vars far är okänd. Senare blev mor och son inneboende hos ett äkta par. Hon vilade några månader, men fick år 1913 anställning som kassörska på ett apotek och senare i en butik. Hon skrev några bidrag i tidningen Caras y caretas, förmodligen efter rekommendation. Ersättningen var tjugo pesos. Dessutom läste hon alla arbetsannonser tills hon hittade en tjänst som ”psykologisk korrespondent” vilken innefattade eget skrivande. Arbetsgivaren hette Freixas Hermanos och sysslade med oljeimport.
På tidningen Caras y caretas mötte hon författarna José Enrique Rodó, Amado Nervo, José Ingenieros och Manuel Ugarte – med de två sista blev vänskapen djupast. Genom detta arbete förbättrades hennes ekonomiska situation, vilket möjliggjorde täta resor till Montevideo, där hon mötte uruguayiska skaldinnan Juana de Ibarbourou samt sin blivande bäste vän Horacio Quiroga, likaså uruguayisk författare.

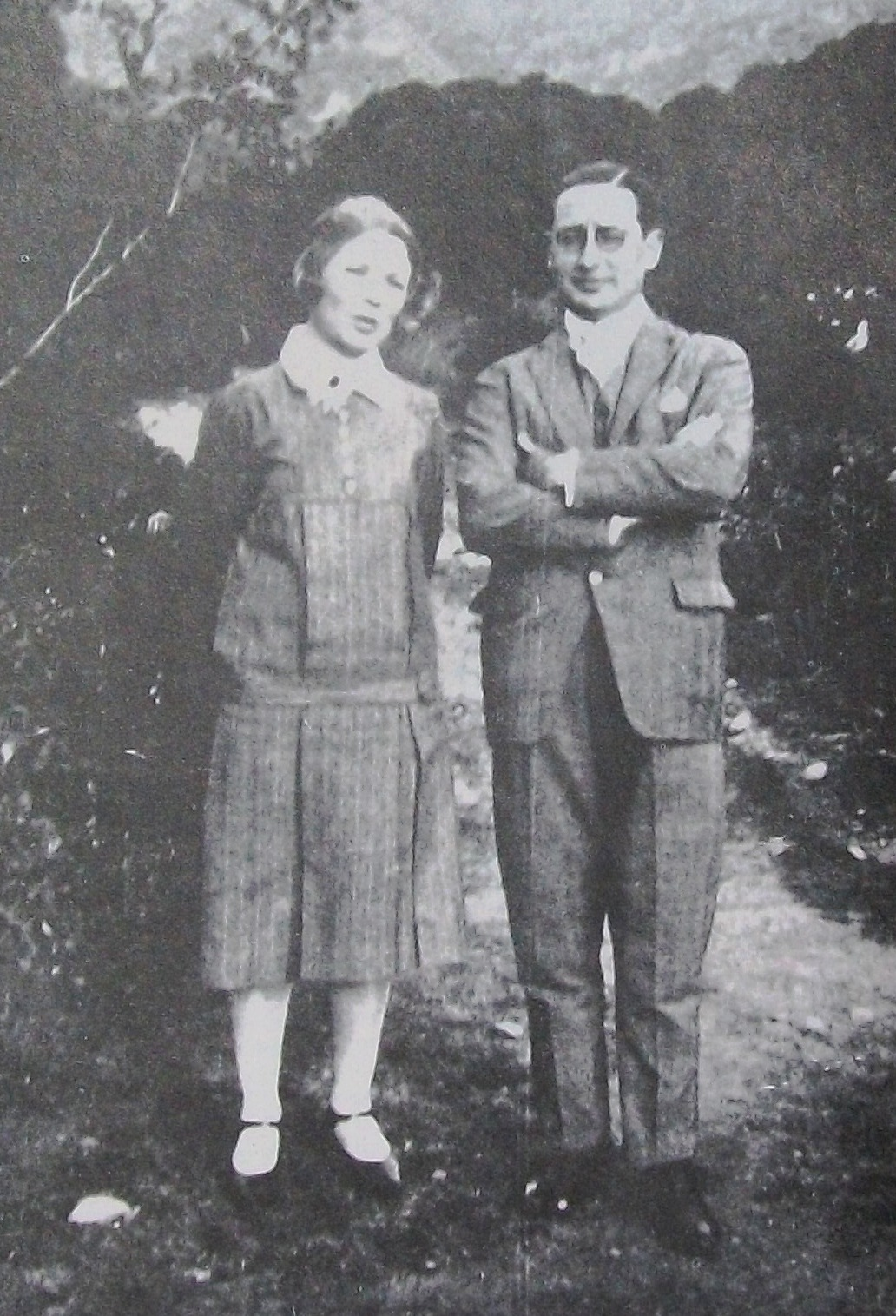
Storni med en av sina vänner, författaren Fermín Estrella Gutiérrez (1900-1990), i Córdoba år 1922. Han överlevde henne med 51 år.

År 1916 började hon att publicera dikter och prosa, fortfarande utan permanent anställning, i La Nota, en litterär tidskrift. I tidningen ansvarade hon mellan den 28 mars och 21 november 1919 för en permanent sektion.
La inquietud del rosal, en bok med dikter där hon uttryckte sina önskningar som kvinna och beskrev sin egenskap av ensamstående mor utan minsta komplex, publicerades år 1916 – ehuru hon aldrig förmådde betala tryckeriet. Hon skrev den under sitt arbete, samtidigt som hon dikterade beställningar och korrespondens till maskinskriverskan. Vid ett möte med poeten Félix Visillac läste hon verserna; omsider erbjöd sig denne att följa med henne till ett tryckeri tillhörigt Miguel Calvello, vilken gick med på att trycka boken i utbyte mot femhundra pesos per femhundra exemplar. Alfonsina accepterade, men lyckades aldrig betala notan, eftersom pengar saknades. (Dessutom erbjöd hon författaren Leopoldo Lugones originalen – av rädsla för att anses skamlös på grund av denna publikation.)
Boken togs inte väl emot. Denna publikation gav henne dock tillträde till litterära kotterier, såsom första kvinnliga medlem. Dessutom möjliggjorde hjälp från poeten Juan Julián Lastra och skriverierna i Caras y caretas för henne att bli bekant med redaktörerna för Nosotros, en litterär tidskrift som sammanförde de mest kända författarna. Vid mötena medförde hon sin bok som introduktionsbrev.
Efter kritik från sina chefer vid posten som psykologisk korrespondent, vilka ogillade att författaren av ett verk gränsande till omoral arbetade där, tvangs hon avgå. (Man lovade att låta henne stanna mot löfte att sluta skriva sådant, men hon vägrade, enligt en version återberättad av författaren Conrado Nalé Roxlo; andra versioner omtalar dock avgång av hälsoskäl.)
Detta var kristider, där poesi ingalunda var tillräckligt för att överleva. Som ett komplement till sin verksamhet skrev Storni gratis för tidningen La Acción, med socialistisk tendens. Likaså för tidskriften Proteus, med latinoamericanista-inriktning. Hon sökte mer lönsamt arbete och lyckades få en tjänst på skolan Marcos Paz såsom rektor. Viljestyrkan svek henne inte, hon fortsatte att skriva. År 1918 publicerade hon El dulce daño. Den 18 april samma år inbjöds hon på restaurangen Génova, där gruppen från Nosotros träffades månatligen, varvid El dulce daño firades.
År 1918 fick Alfonsina Storni även en medlemsmedalj från argentinska kommittén för hem åt belgiska föräldralösa (varvid man samtidigt hyllade feministen Alicia Moreau de Justo och tidningsmannen Enrique del Valle Iberlucea) för att ha uppträtt till Belgiens försvar, under den tyska ockupationen. Det året besökte hon alltjämt Montevideo, där hon intill sin död höll kontakt med uruguayiska vänner.
Huruvida Alfonsina Stornis diktning bör räknas till genren arbetarlitteratur lär förbli en oavgjord fråga. Jämte romanförfattaren Roberto Arlt framträder hon i äldre argentinsk litteratur såsom en enstaka (mera betydande) skribent med ”klassursprung”. Själva hennes verk gör henne till mer ett kvinnornas språkrör än proletärernas. Dock kände hon onekligen viss gemenskap med samhällets underprivilegierade och var även läst av dessa. (Vid ett besök i Förenade Tvätterskors samlingslokal - en socialistisk pseudo-fackförening frekventerad av svarta, bruna och mulatter - började hon misströsta om tiden vari hon levde; hon kände sig återförd till kolonialtiden och fruktade att hennes dikter skulle verka futuristiska, vilket dock inte hände, eftersom hon lyckades få god kontakt från första början.)
År 1920 reste hon till Montevideo för att uppläsa sin poesi samt dikter av Delfina Bunge, hustru till författaren Manuel Gálvez, vars bok Poemas översatts från franska av Storni – och även tala om poeten Delmira Agustini i en föreläsning. Hon besökte kyrkogården Buceo och skrev dikten Un cementerio que mira al mar, fokuserad kring en dialog med de döda. Hon hade också publicerat böckerna Irremediablemente och Languidez dessförinnan. Juana de Ibarbourou skulle, många år efter den argentinska skaldinnans död, säga följande:
"Hennes bok Languidez (1920) hade vunnit första kommunala poesipriset och andra nationella litteraturpriset. Samma år 1920 kom hon till Montevideo första gången. Hon var ung och verkade glad; åtminstone hennes konversation skummade, ibland mycket skarp, ibland sarkastisk. Hon väckte en våg av beundran och sympati. En kärna av samhällets grädda och intellektuella människor omgav henne överallt. Alfonsina kunde då känna sig litet som en drottning."
Samtidigt deltog Alfonsina Storni i Anaconda, en litterär grupp vars möten hölls i Buenos Aires, i vattenkoloristen Emilio Centurións hem. Denna mångfald av aktiviteter stressade Storni, vilket uttrycktes genom nerverna, trötthet och depression. Hon reste flera gånger till Mar del Plata och Los Cocos i Córdoba, för att vila. (Man samlades också vid Teatro Empire, som dåförtiden var en teater belägen i hörnet av gatorna Corrientes och Maipú, där skribenten Conrado Nalé Roxlo blev hennes vän.)

### Relationen med Horacio Quiroga
Författarkollegan Horacio Quiroga (regionens store vildmarksskildrare) lär ha haft en relation med Storni, enligt envisa men obekräftade rykten. Quiroga rekommenderade, i ett brev poeten José María Delgado att resa till Buenos Aires för att träffa Alfonsina Storni och diskutera hennes poesi; han började själv också att gå på bio med henne samt bådas barn. Vid ett möte, på en plats där tidens författare brukade samlas, spelade de en pantlek som gick ut på att Storni och Quiroga måste samtidigt kyssa varsin sida av en klocka i kedja som Quiroga höll. Denne drog snabbt bort klockan då Storni formade sina läppar till en kyss – en episod som misshagade den närvarande modern.
Quiroga nämnde henne ofta i sina brev, mellan 1919 och 1922, men varaktighet och innehåll i relationen är okända. Omnämnandet av Storni framhäver henne i en grupp där inga andra kvinnliga författare förekom. I sina brev till sin vän José María Delgado röjer Quiroga respekt för hennes arbete och behandlar henne som en jämlike – och i ett meddelande om att Anaconda-gruppen reste till Montevideo toppar Storni listan utan efternamn, ett tecken på ömsesidig förtrolighet.
Storni följde med Quiroga på bio, litterära sammankomster och konserter, ty Wagner var bådas favorit. Ofta reste de till Montevideo och tog foton, synbarligen glada. (Resor dit gjordes eftersom Quiroga var knuten till uruguayiska konsulatet och därför alltid fick kvinnliga intellektuella som sällskap.)
När sedan Quiroga flyttade till Misiones år 1925 medföljde hon dock inte, efter avrådan från målaren Benito Quinquela Martín, som sagt: ”Med den dåren? Nej!” Likväl avreste Horacio Quiroga, ensam, varvid den uruguayiske författaren Enrique Amorim fick överta hans lägenhet. Dit kom Alfonsina Storni en gång för att få nyheter om Quiroga, som alltså inte skrev. Bortovaron varade ett år. Väl hemkommen återupptog Quiroga sin vänskap med Alfonsina Storn efter ett möte i ett hus som han hyrt i Vicente López, där hans verk upplästes. Senare gick de på bio och flera konserter hållna av wagnerianska sällskapet.
Detta förhållande avslutades år 1927, när författaren ingick sitt andra äktenskap. Man visste aldrig ifall han och Storni var ett par, eftersom de inte talade om kärlek på sådant vis. Känt är bara att hon uppskattade Quiroga såsom förstående vän, som hon tillägnat en dikt när han begått självmord, tio år senare – vilken även förebådar hennes eget slut.

### En ny väg för poesin
År 1923 publicerade tidningen Nosotros – vilken ledde spridningen av Argentinas nyare litteratur och skickligt bildade opinion bland läsarna – en undersökning riktad till dem som utgjorde ”den nya litterära generationen”. Frågan formulerades mycket enkelt: ”Vilka är de tre eller fyra av våra poeter, över trettio år, som ni respekterar mest?"
Alfonsina Storni var då just 31 år gammal, minimiåldern som krävts för att bli ”den nya generationens mästare”. Hennes bok Languidez (1920), hade vunnit första kommunala poesipriset och andra nationella litteraturpriset, vilket placerade henne högt ovanför sina kamrater. Många av svaren på enkäten från Nosotros stämde också överens beträffande ett av namnen: Alfonsina Storni var detta namn.
År 1925 publicerade hon Ocre, en vändpunkt i hennes lyrik. Sedan två år tillbaka var hon lärare i läsning och deklamation vid Normalskolan för moderna språk. Hennes poesi, med främst kärlekstema, blev då kopplad till ämnet feminism och försökte kringgå modernismens tillgjordhet – i strävan mot den verkliga världens utseende. Ensamhet och marginalisering tärde på hennes hälsa; neuros tvingade henne att tidvis lämna sin lärartjänst.
Under denna period gjorde den chilenska författaren och blivande nobelpristagaren Gabriela Mistral ett besök i hennes hem. Uppenbart hade mötet viss betydelse för chilenskan, eftersom hon samma år i El Mercurio publicerade en skildring därav. När de tidigare stämt möte per telefon, imponerades hon av Stornis röst. Man hade dock sagt att hon var ful, vilket väckt förväntan om ett ansikte olikt denna behagliga röst. Hon frågade sedan efter Storni, fastän denna själv stod i dörren, eftersom synbilden inte motsvarade förvarningarna.
”Ett mycket speciellt huvud”, påminner hon sig, men inte på grund av fula anletsdrag, utan därför att ett helt silvergrått hår gör intryck invid ett ansikte på tjugofem år.” Hon understryker: ”Ett vackrare hår jag har aldrig sett, det var lika märkligt som månsken vid lunchtid. Håret var gyllene, och vissa spår fanns fortfarande av en söt blondin, i vita kilar. Blå ögon, brant fransk näsa, mycket vackert - och rödlätt hy; detta gör ett barnsligt intryck som motsäger konversationens kloka och mogna kvinna.” Chilenskan var imponerad av hennes enkelhet och nyktra utstrålning, hennes sparsamma manifestation av emotionalitet, hennes djup utan transcendentalismer. Och särskilt för hennes bildning, som anstod en storstadskvinna, ”som kommer i beröring med allt och införlivar det med sig själv”.
Storni fick en tjänst vid Konservatoriet för musik och deklamation, samt var också lärare i spanska och matematik på en skola. Hon utsågs vidare till föreståndarinna för kommunala barnteatern. Ett beslut som pressen ansåg lyckat.
Annars stod hon då inför sin största motgång, inom just teatervärlden. Vid denna tid utvecklade hon sina tankar om förhållandet mellan män och kvinnor, med avsikten att uttrycka dessa i en teaterpjäs; resultatet kom den 20 mars 1927 då hennes drama ”Världens herre” hade premiär, vilket väckt förväntningar hos allmänheten och kritikerna. På öppningsdagen närvarade rentav president Alvear tillsammans med Regina Pacini, hustrun. Vad som börjat så lovande spårade dock ur totalt. Verket fick ingen god recension, och tre dagar senare tvangs man avlägsna affischen, vilket gjorde Storni upprörd.
Detta fiasko var svårt för henne, då det kom efter tio år av beröm för varje diktbok, och exponerade hennes innersta sanningar. Handlingen i pjäsen är en sammanfattning av hennes eget liv: kvinnan som har varit en mor avslöjar sin hemlighet för den man som förälskar sig i, och denne föredrar slutligen att gifta sig med en annan – med föga gott rykte, men barnlös; kvinnan beslutar då hjälpa sin rival att vinna mannen hon älskar. Hon erkänner för sin son sanningen om hans födelse, samt ägnar honom resten av sitt liv.

### Nervproblemen
År 1926 skrev hon Poemas de amor, och Mundo de siete pozos publicerades åtta år senare. Hon var då en etablerad författare. Men knappast någon harmonisk människa.
Många omnämnanden finns rörande Stornis oro, mörka stunder och svårigheter. Likaså håglöshet och fluktuerande hälsotillstånd. Hon hade en känsla av att andra var otillfreds med henne och kände sig oförmögen att återgälda andras favörer gentemot henne.
Vännen José Ingenieros rekommenderade henne årligen att resa till Córdoba; en anekdot förtäljer att hon uppsökte polischefen där och ville rapportera att vakterna förolämpade henne med fula ord, ett av hennes många symptom på begynnande paranoia. Dessutom trodde hon sig ha fått tuberkulos.
Bekantskapskretsen oroades överhuvudtaget av att hon kunde bete sig underligt. På en av sina resor, med sin son Alejandro, bodde hon på hotellet Molles och lärde honom vad han inte fått lära sig eftersom han hoppat av skolan. Sonen berättade senare att hon då bar vit läkarrock, kanske för att ge saken större allvar.

### Balanserade år
Storni var intensivt verksam i litterära föreningar och deltog i skapandet av Argentinas författarförbund. Hon flyttade till tionde våningen i hörnet av de förnäma gatorna calle Córdoba och calle Esmeralda, där besökande vänner mottogs i ett litet rum prytt med blommor, bilder och teckningar av hennes ansikte. La Nación fick alltjämt dikter ifrån henne.
Hennes mentala balans kan förvisso ha påverkats av tråkiga händelser. År 1928 dog Roberto Payró och poeten Francisco López Merino, som var Stornis vän, begick självmord. De hade träffats i lobbyn på ett hotell i Mar del Plata under en litterär fest. Efter en kommentar av Merino om klimatet, svarade Alfonsina: ”Ja, ja - men bäst vore att vara mellan två lakan, med någon som du, exempelvis.”
Hela det året bodde hon i Rosario, varunder hennes manier intensifierades. Hon kände sig förföljd, trots erkännandet från sina gelikar. Man tror att hon själv förebrådde sig sin underlåtenhet att ge sin son en far. Hon ansåg sig observerad av servitörer på kaféer, av spårvagnsvakter och av nästan varje normal medborgare som passerade henne. För att försöka avleda henne därifrån fick väninnan Blanca de la Vega – från musikkonservatoriet – henne att detta år göra en resa till Europa, vilket hon upprepade år 1931 ihop med sin son.
På denna resa besöktes Toledo, Ávila, El Escorial, Andalusien, Sevilla, Córdoba samt Granada. Därefter åkte man till Paris och till schweiziska Sala Capriasca, hennes födelseort. Efter återkomsten inflyttade de vid ett pensionat på calle Rivadavia 900, med litterära café Tortoni alldeles intill.

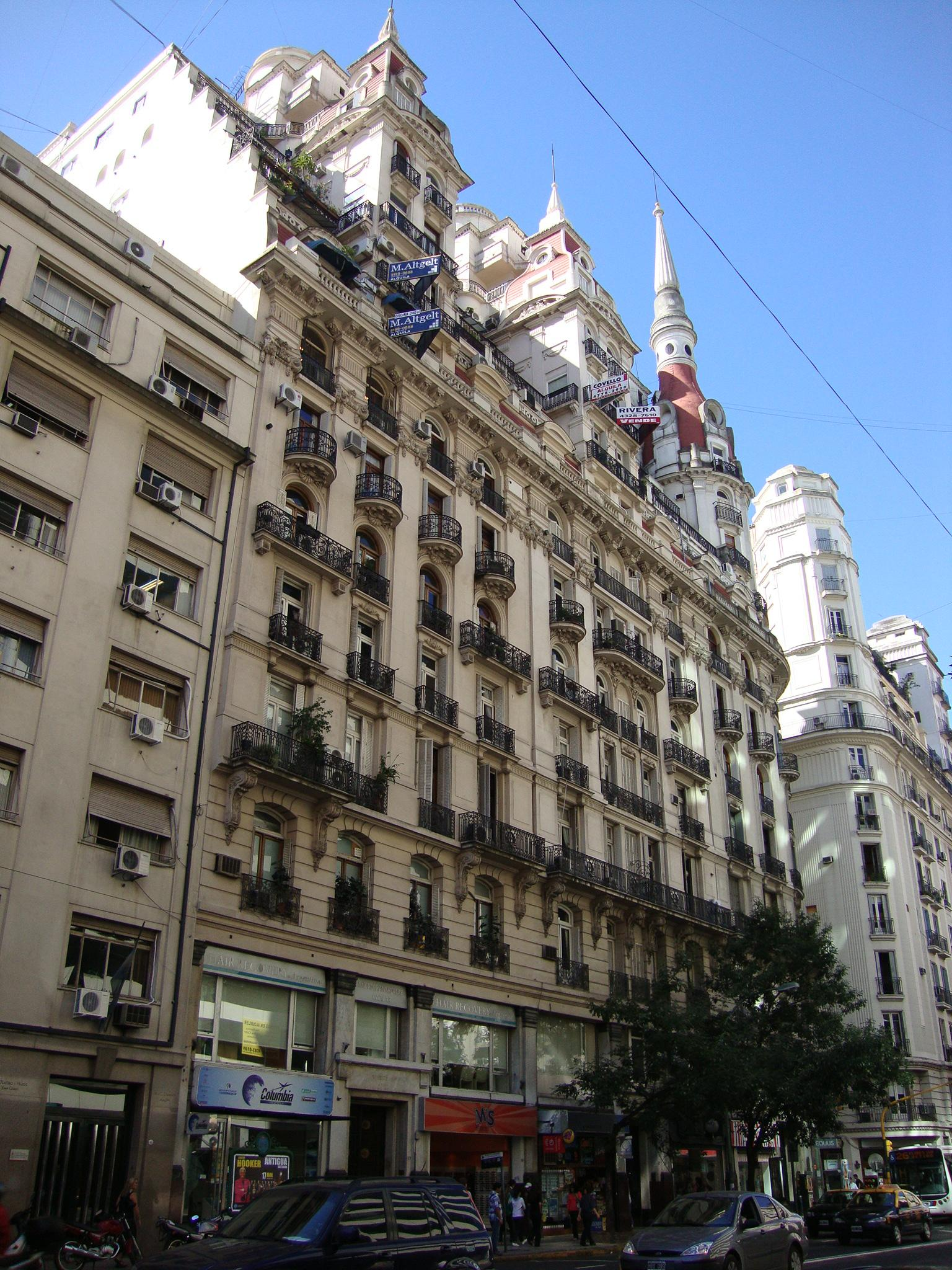
Byggnad uppförd av Bencich Hermanos år 1927. I en av dessa lägenheter bodde Storni.

År 1931 hade den kommunale intendenten José Guerrico utsett Alfonsina Storni till jurymedlem. Det var första gången som utnämningen tillkom en kvinna. Storni gladdes över att man började erkännas kvinnornas duglighet och nämnde detta i en tidning, med hänvisning till sin utnämning: ”Civilisationen utsuddar alltmer könsskillnaderna; detta upphöjer man och kvinna till tänkande varelser. Däri ingår att vad som verkat vara könsspecifika egenskaper bara är tillstånd av mental otillräcklighet. Som en bekräftelse på denna rena sanning, har intendenturen i Buenos Aires, i sin stad, värdigförklarat kvinnans tillstånd.”
År 1932 publicerade hon sina ”Två pyrotekniska farser”: Cimbelina en 1900 y pico och Polixena y la cocinerita. Hon skrev också i tidningarna Crítica och La Nación, och dramaundervisning var hennes dagliga rutin. Hon hade uppnått fyrtioårsåldern. (I en artikel publicerad av tidskriften El Hogar det året klagade hon på fotografier tagna av henne, där åldern märktes; enligt henne själv liknade ögonen klotter och näsan en deformerad stubbe.)
Alfonsina Storni reste ofta till ett hus som hennes väninna María Sofía Kusrow (”Fifi”) uppfört i Colonia, i uruguayiska Real de San Carlos, på ett fält. Denna fastighet kallas numera i turistbroschyrer för ”Alfonsinas hus”. Vid den tiden inledde hon även vänskap med skaldinnan Haydée Ghío, också medlem i föreningen på Hotel Castelar, där Storni gick från bord till bord sjungande några tangomelodier till pianot. Författaren Conrado Nalé Roxlo mindes hur hon sjöng Mano a mano och Yira yira på detta vis. Där mötte hon också poeten Federico García Lorca, mellan oktober 1933 och februari 1934, under dennes vistelse i argentinska huvudstaden. Dikten ”Porträtt av García Lorca”, som publicerades i Mundo de los siete pozos, tillägnades honom. Där finns spådomar om denne spanske poets död.
Under 1934 publicerades, efter åtta år, en ny bok kallad Mundo de siete pozos. Hennes son Alejandro tillägnades denna samling av dikter. När Gabriela Mistral läst boken, kommenterade hon att sådana poeter föds bara vart hundrade år.
Den sommaren var Alfonsina Storni i Real de San Carlos med sin väninna Fifí, gjorde barfota långa promenader vid floden, lugnade sina nerver och sov länge på sitt rum. Detta upprepades nästa sommar, med vissa dagar i Montevideo och andra i Pocitos, på ett hotell. Under denna sommar började dock hennes hälsoproblem.
Den 23 maj 1936, vid invigningen av obelisken i Buenos Aires, höll hon flera föredrag. År 1937 skrev hon sin sista bok, kallad Mascarilla y trébol, vilken publicerades följande år. Hon skrev den under nätterna i Bariloche, och försökte utveckla ett nytt poetiskt tänkesätt samt följaktligen även en ny syn på världen. Hon var tvungen att komma över Horacio Quirogas död och förhindra att hennes egen blev dess resultat. Hennes underliga beteenden återkom. Hon aktade sig ängsligt för allt. När hon ätit bröd, lämnade hon kvar den bit som användes för att hålla däri. Hennes väninna Fifí Kusrow upptäckte att hon gjort en exorcism. Om dessa förändringar talade Storni själv i prologen till sin nyutkomna bok.
Alfonsina Storni reflekterade då över sitt återstående liv. Vid 45 års ålder hade hon fått en sjukdom som näppeligen kunde botas. Hon kände hotet hänga över sig och återspeglas i hennes verser. Boken slutfördes i december 1937, varefter hon gav den till Roberto Giusti, en vän från hennes debutanttid. I en kommentar år 1938 medgav denne att boken verkade ”sakna själ”.
I januari 1938 tillbringade Storni sin semester i Colonia och fick den 26 samma månad en inbjudan från uruguayiska utbildningsministeriet, som ville offentligt sammanföra tidens tre stora skaldinnor: Juana de Ibarbourou, Gabriela Mistral och henne själv. Sammankomsten hölls vid Instituto Vázquez Acevedo, vars brev begärde att hon skulle ”offentliggöra sitt sätt att skapa”. Denna inbjudan kom blott en dag före själva mötet. Hon åkte bil med sin son och skrev sin föreläsning under resan, på en resväska som låg i knät. Detta gav idén till en rolig titel: ”Mellan ett par halvöppna resväskor och klockans visare.” Mötet blev lyckat och publiken applåderade oavbrutet, trots att detta avbröt hennes tal. (Den sedermera kända skaldinnan Idea Vilariño fanns för övrigt i publiken.)
På hemresan berättade hon för sin son om fruktan för bräckligheten i hennes hälsa; han uttryckte sedan sina farhågor för andra. Före återkomsten till Buenos Aires besökte hon väninnan Fifís hus i Colonia och en kväll gick de en promenad. De råkade se en orm, varvid hon kommenterade: ”Det här är inte är bra för mig”, och tillade skrattande: ”Om jag någonsin får höra att jag har en obotlig sjukdom, då tar jag livet av mig, Alejandro kan klara sig nu och min mor behöver mig inte.” På hemväg till Buenos Aires hörde hon om författarvännen Leopoldo Lugones självmord vid ett friluftsområde i Tigre samt att en dotter till Horacio Quiroga, Eglé, tagit sitt liv blott tjugoårig. (Hon besökte sedan Tigre varje söndag detta år.)

### Sjukdomen
En dag, när hon badade i havet, träffade en stark och hög våg Storni i bröstet. Hon kände en skarp smärta och förlorade medvetandet. Hennes vänner tog henne till stranden. När hon återfick medvetandet upptäckte hon en knöl i bröstet, som hittills inte varit märkbar, men då kunde ses och beröras. Vid återkomsten till huvudstaden ville hon bagatellisera detta faktum, men sanningen segrade och hon tvangs söka vännernas stöd. De försökte avdramatisera, men rådde henne att söka läkare. (Blanca de la Vega, en av väninnorna, mindes senare hur Storni hade tagit henne med till sitt sovrum och då hade blottat bröstet för att känna på förhårdnaden.) En canceroperation krävdes.
Den 20 maj 1935 opererades Alfonsina Storni vid sanatoriet Arenales för bröstcancer. Tumören antogs vara godartad, men i verkligheten fanns dottersvulster. Hennes mastektomi tillfogade henne stora fysiska och känslomässiga ärr. Hon hade alltid lidit av depression, paranoia och hysteri, men symptomen på psykisk sjukdom eskalerade nu. Hon blev tillbakadragen och undvek sina vänner.
Hennes sinnelag hade förändrats. Hon besökte inte längre umgängeskretsen och kunde inte acceptera sina fysiska begränsningar. Hon ville leva, men tålde ingen behandling av läkare. Hon genomgick bara en enda strålningsbehandling som gjorde henne utmattad, varefter hon inte kunde utstå behandlingen. Hon tillät inte sin son att kyssa henne, och tvättade händerna med alkohol innan hon närmade sig honom eller ämnade laga mat.

### Slutet
Montevideo-konferensens roliga föreläsningstitel blev ett omen: resväskorna var halvslutna och klockan påskyndade hennes avfärd. I mitten av 1938 utgavs hennes Mascarilla y trébol samt en Antología poética med hennes favoritdikter. Skrivandet av dessa böcker tog henne flera månader. När hon insänt sin bok till en poesitävling frågade hon samtidigt chefen för nationella kulturkommissionen: ”Vad händer om man dör, vem får då priset?” Denne tog frågan som ett skämt, men hennes vänner drog efteråt sina egna slutsatser av uttalandet.
En annan händelse var en förfrågan till väninnan Fifí om ifall hon kunde bo i hennes hus Real San Carlos, men denna svarade att under dessa dagar hade hon besök. Storni beslöt då att resa till Mar del Plata istället. När väninnan avrådde, därför att den staden gjorde henne oroad, svarade hon: ”Du har rädsla för att jag dör hemma hos dig.”
Den 18 oktober 1938 besökte hon Mar del Plata som planerat. Hon skrev två brev med tvetydigt innehåll till sin son, den 19 och 22 oktober. Hon verkade kämpa mot beslutet att ta sitt liv. På torsdag den 20 skrev hon hela dagen, iförd en varm poncho från Catamarca, fastän det då var vår på södra halvklotet. Nästa dag hindrade henne en öm arm från att fortsätta arbetet. Men hon kämpade vidare och på lördagen skickades ett kuvert i brevlådan. Det innehöll hennes dikt ”Jag går för att sova”, det sista hon skrev. På söndag var läkaren tvungen att komma, eftersom hon inte längre förmådde stå emot smärtan. På måndagen bad hon husjungfrun att skriva ett brev till sonen Alejandro och vid 11:30 gick hon till sängs.
Sammanlagt skickade hon tre brev. Ett till sin son Alejandro, ett annat till författaren Manuel Gálvez som hon bad ombesörja att inget skulle fattas hennes barn. Slutligen, till tidningen La Nación, sin nämnda avskedsdikt.
Framemot klockan ett på morgonen, tisdag 25 oktober 1938, hade Alfonsina Storni lämnat sitt rum. Hon gick till La Perla, stranden. Två versioner föreligger om Alfonsina Stornis självmord. En med romantiska övertoner, som säger att hon gick långsamt ut i havet. En annan, den mest betrodda av forskare och biografer, hävdar att hon kastade sig i vattnet från en vågbrytare.
Saken fick genast stor uppmärksamhet. Samma eftermiddag anordnades vid Colegio Nacional de Mar del Plata en spontan hyllning med tjänstemän, studenter och journalister närvarande. Klockan halv nio på kvällen fördes kistan till norra järnvägsstationen, för att fraktas mot Buenos Aires därifrån. Folk kastade blommor under processionen. Tåget med Alfonsina Stornis kropp nådde Plaza Constitución nästa dag vid halv åtta på morgonen. Två rader av studenter från Instituto Lavardén samt hennes son Alejandro inväntade kroppens ankomst. Likaså hennes vänner Arturo Capdevila, Enrique Banchs, Fermín Estrella Gutiérrez och Manuel Ugarte – vilka förde kistan till argentinska kvinnoklubben på calle Maipú 900, där likvaka hölls. Ugarte placerade några vita rosor i Stornis händer.
Processionen åtföljdes, enligt tidningen Crítica, av en parad som startade på Plaza San Martín; därefter tågade man utmed Arenales och Libertad fram till Avenida Quintana, medan allt fler människor anslöt sig. Det tog en timme att nå slutdestinationen. Man hade kommit fram klockan halv fem; där väntade företrädare för statliga myndigheter jämte doktor Sagarna, ledamot av Högsta domstolen. Likaså hennes författarkollegor. Vid hennes begravning närvarade författare och konstnärer som Enrique Larreta, Ricardo Rojas, Enrique Banchs, Arturo Capdevila, Manuel Gálvez, Baldomero Fernández Moreno, Oliverio Girondo, Eduardo Mallea, Alejandro Sirio, Augusto Riganelli, Carlos Obligado, Atilio Chiappori, Horacio Rega Molina, Pedro M. Obligado, Amado Villar, Leopoldo Marechal, Emilio Centurión, Pascual de Rogatis, Carlos López Buchardo och Camila Olivieri, bland andra.
Avskedstalen inleddes av ordföranden för SADE (argentinska författarförbundet) Manuel Ugarte, och omsider fördes Alfonsina Stornis kropp till begravning på kyrkogården Recoleta, i ett familjevalv upplåtet av Salvadora Onrubia – hustru till Natalio Botana, journalist och redaktör för tidningen Crítica som bekostat ceremonin. År 1963 flyttades kistan dock till ”Recinto de las Personalidades” på kyrkogården Chacarita, där den vilar med en skulptur av Julio César Vergottini som gravsmyckning.
Nästa dag publicerade La Nación hennes avskedsdikt ”Jag går för att sova”. Intresset för den döda skaldinnan upphörde ingalunda härmed. Efter sin död förblev hon en ansedd författare, men förvandlades därutöver i det kollektiva minnet alltmer till en mytisk gestalt – som levde vidare inom icke blott litteraturhistorien utan även i åtminstone hemlandets populärkultur.